# Ô dingos, ô châteaux !
Ô dingos, ô châteaux ! est un roman noir de Jean-Patrick Manchette publié en 1972 dans la collection Série noire chez Gallimard.

## Résumé
Julie Ballanger vient de passer 5 ans en clinique psychiatrique quand elle est engagée par le richissime et philanthrope fantasque Michel Hartog pour s’occuper de son neveu Peter, fils de son frère mort accidentellement.
Michel Hartog part en voyage et Julie est enlevée avec l’enfant par trois malfrats…

### Lieux du roman
- Paris
- Montbrison

## Édition
En 1972, chez Gallimard dans la collection Série noire avec le no 1489.

## Rééditions
- En 1975, chez Gallimard dans la collection Carré noir sous le titre Folle à tuer  avec le no 209.
- En 1987, chez Folio avec le no 1815.
- En 1999, chez Folio policier avec le no 257.

## Distinction
Ô dingos, ô châteaux !  reçoit le grand prix de littérature policière en 1973.

## Adaptations

### Au cinéma
- 1975 : Folle à tuer, film français réalisé par Yves Boisset, d'après le roman Ô dingos, ô châteaux !, avec Marlène Jobert dans le rôle de Julie Ballanger.

### En bande dessinée
Les dessins sont de Tardi. Elle est publiée, en 2011, chez Futuropolis avec une préface de François Guérif.